# Polánok (nyugati szláv törzs)
A polánok (lengyelül polanie) szláv törzs volt, amely a 8. században a Warta folyó környékét népesítette be. A 9. század végén sikerült alávetniük a legtöbb szláv törzset az Odera és a nyugati Bug folyók, a Kárpátok és a Balti-tenger között. A 10. századra uralmuk alatt egyesült Masovia, Kujawy és Nagy-Lengyelország.
A legújabb régészeti feltárások szerint a korai polán államnak négy fő megerődített települése (grod) volt:
- Giecz – innen vezette a Piast-dinasztia a polánok többi csoportját
- Poznań – valószínűleg ez volt a legnagyobb erődítmény
- Gniezno – valószínűleg az állam vallási központja, bár ezt a feltárások nem bizonyították
- Ostrów Lednicki – kisebb erőd Poznań and Gniezno közt félúton

A Piast-dinasztia vezette unióból alakult ki Lengyelország, amely nevét (Polska) is a polánoktól kapta.